# هيرشل غرين
هيرشل غرين (بالإنجليزية: Herschel Green)‏ هو طيار بطل أمريكي، ولد في 3 يوليو 1920 في مايفيلد في الولايات المتحدة، وتوفي في 16 أغسطس 2006.